# SM U-25
L'U-25 fu un sommergibile tedesco della prima guerra mondiale.

## Storia
La costruzione del sommergibile U-25, appartenente alla Classe U-23 composta da quattro unità, fu ordinata il 18 marzo 1911, e l’unità fu impostata presso il cantiere navale Germaniawerft di Kiel il 7 maggio 1912, venendo varata il 12 luglio 1913, e completata il 9 maggio 1914. Entrato in servizio nella Kaiserliche Marine l’’ fu assegnato, al comando del Kapitänleutnant Otto Wünsche, in forza alla IV. Flottile, e lì si trovava allo scoppio della prima guerra mondiale.
Tra il giugno e l’agosto 1915 compì tre crociere di guerra nel Mare del Nord, operando dapprima al largo delle coste orientali della Gran Bretagna, e poi in quelle meridionali della Norvegia. In queste tre missioni affondò 21 navi mercantili, e ne danneggio una ventiduesima, per complessive 14.308 tls. Utilizzato per compiti addestrativi durante il resto del conflitto, dal 23 ottobre 1915 al 29 dicembre 1917 fu al comando di Alfred Saalwächter, e successivamente di Emil Heusinger von Waldegg.
Ceduto alla Francia in conto riparazioni danni di guerra dopo la fine del conflitto, fu demolito a Cherbourg tra il 1921 e il 1923.

## Riepilogo degli affondamenti
| Data           | Nome        | Nazionalità       | Tonnellate di stazza | Esito       |
| -------------- | ----------- | ----------------- | -------------------- | ----------- |
| 7 giugno 1915  | Glittertind | Norvegia          | 717                  | Affondato   |
| 7 giugno 1915  | Nottingham  | Impero britannico | 165                  | Affondato   |
| 7 giugno 1915  | Pentland    | Impero britannico | 204                  | Affondato   |
| 7 giugno 1915  | Saturn      | Impero britannico | 183                  | Affondato   |
| 7 giugno 1915  | Velocity    | Impero britannico | 186                  | Affondato   |
| 9 giugno 1915  | Cardiff     | Impero britannico | 163                  | Affondato   |
| 9 giugno 1915  | Castor      | Impero britannico | 182                  | Affondato   |
| 9 giugno 1915  | J. Leyman   | Impero britannico | 197                  | Affondato   |
| 9 giugno 1915  | Tunisian    | Impero britannico | 211                  | Affondato   |
| 4 luglio 1915  | Sunbeam     | Impero britannico | 132                  | Affondato   |
| 8 luglio 1915  | Anna        | Impero russo      | 2.000                | Affondato   |
| 8 luglio 1915  | Guido       | Impero britannico | 2.093                | Affondato   |
| 9 luglio 1915  | Nordaas     | Norvegia          | 1.111                | Affondato   |
| 11 luglio 1915 | Hainton     | Impero britannico | 156                  | Affondato   |
| 11 luglio 1915 | Siryan      | Impero britannico | 176                  | Affondato   |
| 11 luglio 1915 | Fleetwood   | Impero britannico | 163                  | Danneggiato |
| 6 agosto 1915  | Maj         | Impero britannico | 920                  | Affondato   |
| 7 agosto 1915  | Norman      | Norvegia          | 1.060                | Affondato   |
| 10 agosto 1915 | Aura        | Norvegia          | 396                  | Affondato   |
| 14 agosto 1915 | Albis       | Norvegia          | 1.381                | Affondato   |
| 17 agosto 1915 | Mineral     | Norvegia          | 649                  | Affondato   |
| 2 ottobre 1918 | Bras        | Norvegia          | 1.863                | Affondato   |

### Annotazioni
1. ↑  Per un totale di 14.126 tls.

### Fonti
1. 1 2 3 4 5 6  Asta 2014, p. 62.
2. ↑  Harzog 1993, p. 67.
3. ↑   Biografia di Emil Heusinger von Waldegg (in inglese), su Axis Biographical Research, 21 luglio 2016.
4. 1 2  Harzog 1993, p. 88.

### Periodici
- Alessandro Asta, Il sommergibile U-25 nel 1915, in Storia Militare, n. 254, Parma, Ermanno Albertelli Editore, novembre 2014,  pp. 62-65.